# Stand Up and Fight
Stand Up and Fight – trzeci album folk metalowego zespołu Turisas. Został wydany w 2011 przez Century Media.

## Lista utworów
1. „The March Of The Varangian Guard” – 3:51
2. „Take The Day!” – 5:26
3. „Hunting Pirates” – 3:44
4. „Venetoi! – Prasinoi!” – 3:49
5. „Stand Up And Fight” – 5:28
6. „The Great Escape” – 4:52
7. „Fear The Fear” – 6:14
8. „End Of An Empire” – 7:17
9. „The Bosphorus Freezes Over” – 5:38

W wydaniu umieszczono dwie dodatkowe piosenki. Są to: „Broadsword” i „Supernaut”.
Bonus CD:
1. „Broadsword” – 5:01
2. „Supernaut” – 3:57

## Skład
- „Warlord” Mathias Nygård – wokal prowadzący, programowanie, keyboard
- Jussi Wickström – gitara elektryczna, gitara basowa, gitara akustyczna, kontrabas
- Tuomas Lehtonen – instrumenty perkusyjne
- Hannes „Hanu” Horma – gitara basowa, wokal wspierający
- Olli Vänskä – skrzypce
- Netta Skog – akordeon